# Максимы и мысли
«Максимы и мысли» — сборник афоризмов французского писателя Никола де Шамфора, впервые опубликованный в 1795 году, после смерти автора.

## Публикация и значение
Шамфор умер в апреле 1794 года. В последние годы жизни он вёл записи, собирая материал для книги «Творения усовершенствованной цивилизации», но не планируя издавать эти записи отдельно. Папку с ними нашёл после похорон друг Шамфора Женгене. В 1795 году он издал эти записи отдельной книгой, причём искусственным образом разделил их на «Максимы и мысли» (собрание афоризмов) и «Характеры и анекдоты» (собрание историй), а внутри разделов создал главы.
Первые французские читатели отнеслись к книге критически. Шамфор не устраивал как роялистов (из-за того, что приветствовал начало революции), так и «левых» (из-за того, что не принял якобинский террор). В Германии «Максимы и мысли» имели успех, причём, например, братья Шлегели приняли их с восторгом. Шамфор заметно повлиял на Лихтенберга, автора посмертно изданных «Афоризмов». В конце XIX века во Франции повысился интерес к «Максимам и мыслям».